# 伊稚斜单于
伊稚斜单于（？—前114年），挛鞮氏，是匈奴单于之一，老上单于之子，军臣单于之弟，原任左谷蠡王。前126年（汉武帝元朔三年），军臣单于死后，他打败了王位继承人、军臣单于之儿於單，夺取了王位。后来於單向汉朝投降，被封侯，不久后死去。卫青和霍去病数次出兵打击的就是伊稚斜单于。
伊稚斜单于屡用兵侵扰西汉代郡、雁门郡、定襄郡、上郡、朔方郡。前124年（元朔五年）、前123年（元朔六年），两次为汉大将军卫青击败。前121年（元狩二年）春、夏，河西之战，又两次被汉骠骑将军霍去病击败，先后丧师近十万，昆邪王也率众四万余人降汉。前119年（元狩四年），漠北之战，再为卫青、霍去病击溃，全军覆没，伊稚斜携数百人逃脱，从此匈奴远遁，势衰，漠南再无单于庭。汉朝也损师过重，财用匮乏，无力再战，迁徙吏民以实边，“久不北击胡”，汉匈形势一度缓和。

## 子嗣
- 烏維单于
- 呴犁湖单于
- 且鞮侯单于

## 影視形象
- 2005年电视剧《汉武大帝》：高发饰伊稚斜单于。
- 2016年电视剧《霍去病传奇》：钟雷饰伊稚斜单于。